# Cochliarium tukuringra
Cochliarium tukuringra är en tvåvingeart som beskrevs av Ozerov 1999. Cochliarium tukuringra ingår i släktet Cochliarium och familjen kolvflugor. Inga underarter finns listade i Catalogue of Life.